# Japan Cup
Japan Cup – jednoetapowy wyścig kolarski rozgrywany w Japonii, co roku w październiku. Od 2005 roku należy do cyklu UCI Asia Tour, początkowo zaliczany do kategorii 1.1, a od 2009 roku ma najwyższą kategorię po UCI ProTour - 1.HC. 
Wyścig odbył się po raz pierwszy w roku 1992 i organizowany jest co rok. Rekordzistami pod względem zwycięstw w klasyfikacji generalnej są Włosi Claudio Chiappucci i Sergio Barbero - po trzy triumfy. 

## Wyniki
| Rok  | Pierwsze             | Drugie                  | Trzecie             |          |
| ---- | -------------------- | ----------------------- | ------------------- | -------- |
| 1992 | Hendrik Redant       | Bart Bowen              | Laurent Madouas     |          |
| 1993 | Claudio Chiappucci   | Beat Zberg              | Dmitrij Nielubin    |          |
| 1994 | Claudio Chiappucci   | Erich Mächler           | Stefano Checchin    |          |
| 1995 | Claudio Chiappucci   | Stefano Zanini          | Mauro Gianetti      |          |
| 1996 | Mauro Gianetti       | Pascal Hervé            | Andrea Peron        |          |
| 1997 | Yoshiyuki Abe        | Andrea Tafi             | Mauro Gianetti      |          |
| 1998 | Fabien De Waele      | Daniele Nardello        | José Luis Rubiera   |          |
| 1999 | Sergio Barbero       | Mirko Celestino         | Sébastien Demarbaix |          |
| 2000 | Massimo Codol        | Gabriele Missaglia      | Marco Serpellini    |          |
| 2001 | Gilberto Simoni      | Cadel Evans             | Christophe Brandt   |          |
| 2002 | Sergio Barbero       | Igor Astarloa           | Fabio Sacchi        |          |
| 2003 | Sergio Barbero       | Patrik Sinkewitz        | Guido Trentin       |          |
| 2004 | Patrik Sinkewitz     | Damiano Cunego          | Manuel Quinziato    |          |
| 2005 | Damiano Cunego       | Francisco Mancebo       | Cristian Moreni     |          |
| 2006 | Riccardo Riccò       | Ruggero Marzoli         | Władimir Gusiew     |          |
| 2007 | Manuele Mori         | Fabian Wegmann          | Francesco Gavazzi   |          |
| 2008 | Damiano Cunego       | Giovanni Visconti       | Ivan Basso          |          |
| 2009 | Chris Anker Sørensen | Daniel Moreno           | Ivan Santaromita    |          |
| 2010 | Daniel Martin        | Peter McDonald          | Yusuke Hatanaka     |          |
| 2011 | Nathan Haas          | Taiji Nishitani         | Jun’ya Sano         |          |
| 2012 | Ivan Basso           | Daniel Martin           | Rafał Majka         |          |
| 2013 | Jack Bauer           | Damiano Cunego          | Julián Arredondo    |          |
| 2014 | Nathan Haas          | Edvald Boasson Hagen    | Grega Bole          |          |
| 2015 | Bauke Mollema        | Diego Ulissi            | Yukiya Arashiro     |          |
| 2016 | Davide Villella      | Christopher Juul-Jensen | Robert Power        |          |
| 2017 | Marco Canola         | Benjamín Prades         | Takeaki Amezawa     |          |
| 2018 | Robert Power         | Antwan Tolhoek          | Matti Breschel      |          |
| 2019 | Bauke Mollema        | Michael Woods           | Dion Smith          |          |
| 2021 | odwołany             | odwołany                | odwołany            | odwołany |
| 2022 | Neilson Powless      | Andrea Piccolo          | Benjamin Dyball     |          |
| 2023 | Rui Costa            | Felix Engelhardt        | Guillaume Martin    |          |
| 2024 | Neilson Powless      | Ilan Van Wilder         | Matej Mohorič       |          |